# 吳榮興
吳榮興（1927年1月4日—2014年9月11日），彰化縣溪湖鎮人。中華民國（台灣）政治人物，中國國民黨籍。曾任彰化縣議員、棒球隊臺中銀龍隊秘書，以及第七和八屆縣長。

## 生平
吳榮興出生於自耕農家庭，父親吳萬亦農亦商，除耕作外經營小雜貨店。吳榮興自台中一中畢業後，考入中興大學農學院。出社會後曾先後於農林廳、省、縣政府擔任職員。一度改行開計程車行。
1959年，吳榮興角逐第五屆彰化縣議員選舉當選，隨後連任第六、七屆縣議員。1972年，吳榮興獲國民黨提名角逐第七屆彰化縣長選舉，擊敗黨外律師黃石城當選。
彰化縣長任內吳榮興推動田尾公路花園興建，及縣府大樓、彰化市中華路橋興建。1977年第八屆彰化縣長選舉中連任縣長。
然而吳榮興在任內被批評政績乏善可陳，為彰化縣民帶來不滿。在地方上難得好評。第九屆彰化縣長選舉，捲土重來的黃石城陣營即針對這點打出「國民黨提名的人選，卅年來均無良好表現」的口號，使國民黨部難以批評吳縣長的施政，又不能「宣揚」其政績。最終黃石城擊敗國民黨提名的陳伯村勝選，在吳榮興的家鄉溪湖鎮，陳伯村還以8,820票敗給黃石城的12,246票。
吳榮興有糖尿病及心臟病病史，2014年8月9日因心律不整住進彰化基督教醫院。9月11日，因心臟衰竭，病逝彰化市崙平里家中。享壽八十九歲（虛歲）。

## 外部連結
- 彰化縣長吳榮興慰問橫貫公路車禍受傷者（页面存档备份，存于），台視新聞

| 政府职务              | 政府职务                                | 政府职务      |
| --------------------- | --------------------------------------- | ------------- |
| 彰化縣政府            |                                         |               |
| 前任： 李豐之（代理） | 彰化縣縣長 1973年2月1日－1981年12月20日 | 繼任： 黃石城 |